# Gary Basaraba
Gary Basaraba (Edmonton (Canada), 16 maart 1959) is een Canadese/Amerikaans acteur.

## Biografie
Basaraba is geboren in Edmonton en groeide op in Vancouver. Hij heeft gestuurd aan de Yale School of Drama en haalde in 1982 zijn diploma.
Basraba begon in 1985 met acteren in de film Alamo Bay. Hierna heeft hij nog meerdere rollen gespeeld in televisieseries en films zoals Who's That Girl (1987), The Last Temptation of Christ (1988), Another World (1988), Striptease (1996), Brooklyn South (1997-1998), Judging Amy (2001-2002), Boomtown (2002-2003), Charlotte's Web (2006) en The Taking of Pelham 123 (2009). 

## Filmografie[2]

### Films
Uitgezonderd korte films.
- 2023 Sound of Freedom - als Earl Backman
- 2023 Killers of the Flower Moon - als rechercheur Burns
- 2019 The Irishman - als Frank 'Fitz' Fitzsimmons
- 2018 Little Italy - als Vince Campo
- 2018 American Animals - als Warren Lipka sr.
- 2017 Suburbicon - als oom Mitch
- 2016 The Accountant - als Don
- 2013 The Smurfs: The Legend of Smurfy Hollow - als Hefty Smurf (stem)
- 2013 The Smurfs 2 - als Hefty Smurf (stem)
- 2012 Hornet's Nest – als Seth
- 2011 The Smurfs: A Christmas Carol – als Hefty Smurf (stem)
- 2011 The Smurfs– als Hefty Smurf (stem)
- 2009 The Taking of Pelham 123 – als Jerry Pollard
- 2008 Recount – als Clay Roberts
- 2008 Danny Fricke – als Whitaker
- 2006 Charlotte's Web – als Homer Zuckerman
- 2006 Jesse Stone: Death in Paradise – als Norman Shaw
- 2002 K-9: P.I. – als Pete Timmons
- 2002 Unfaithful – als detective Mirojnick
- 2002 Recipe for Murder – als Murray Maguire
- 2002 Guilty Hearts – als Matt Moran
- 2001 The Sports Pages – als Frank
- 1999 Holy Joe – als Ernie Bievens
- 1997 Lifebreath – als John
- 1997 The Advocate's Devil – als ??
- 1997 What Happened to Bobby Earl? – als Jack Dietrick
- 1997 Dead Silence – als Shephard Wilcox
- 1996 The Writing on the Wall – als Leafman
- 1996 Striptease – als Alberto
- 1995 A Horse for Danny – als Solly
- 1994 The War – als Dodge
- 1994 Mrs. Parker and the Vicious Circle – als Heywood Broun
- 1993 For Their Own Good – als Roy Wheeler
- 1992 Afterburn – als Bill Decker
- 1991 Fried Green Tomatoes – als Grady Kilgore
- 1991 The Dark Wind – als Larry
- 1991 In the Line of Duty: Manhunt in the Dakotas – als Leland Winters
- 1989 Little Sweetheart – als barkeeper
- 1988 The Last Temptation of Christ – als Andrew de apostel
- 1987 Who's That Girl – als kantoorbediende haven
- 1986 No Mercy – als Joe Collins
- 1985 One Magic Christmas – als Jack Grainger
- 1985 Sweet Dreams – als Woodhouse
- 1985 Alamo bay – als Leon

### Televisieseries
Uitgezonderd eenmalige gastrollen.
- 2022 Women of the Movement - als Clarence Strider - 5 afl.
- 2017 Chicago Justice - als William O'Boyle - 2 afl.
- 2012 - 2013 Mad Men - als Herb Rennett - 3 afl.
- 2007 – 2010 Mixed Blessings – als Hank – 25 afl.
- 2006 Thief – als ?? – 2 afl.
- 2005 Everybody Hates Chris - als Art Wuliger - 2 afl.
- 2002 – 2003 Boomtown – als officier Ray Hechler – 24 afl.
- 2001 – 2002 Judging Amy – als Brian Whitaker – 3 afl.
- 1997 – 1998 Brooklyn South – als Richard Santoro – 22 afl.
- 1994 NYPD Blue – als Victor Carlin –  2 afl.

- Bibliothèque nationale de France: cb14153441b (data)
- International Standard Name Identifier: 0000 0001 1947 2970
- Library of Congress Control Number: no99076983
- Système universitaire de documentation: 227426657
- Virtual International Authority File: 19318499
- WorldCat: E39PBJvhp8dFCRcxxPWGk4MVmd